# Погост (Кенозерское сельское поселение)
Погост — деревня в Плесецком районе Архангельской области. Входит в состав Кенозерского сельского поселения.

## География
Деревня расположена в нескольких километрах от Вершинино.
Часовой пояс
Деревня Погост, как и вся Архангельская область, находится в часовой зоне МСК (московское время). Смещение применяемого времени относительно UTC составляет +3:00.

## Население
| 2002 | 2010 | 2012 |
| ---- | ---- | ---- |
| 104  | ↘80  | ↗94  |

## История
В 1555/1556 году в составе Каргопольского уезда упоминается "волость Кеноозерская на Кене Озере", "...на Кено Озере на острове погост...".